# 皮拉夸拉
皮拉夸拉是巴西巴拉那州的一个市镇。总面积227.56平方公里，总人口86012人，人口密度378人/平方公里。